# Diocleinae
Sous-tribu
Les Diocleinae sont une sous-tribu de plantes à fleurs de la famille des Fabaceae, de la sous-famille des Faboideae et de la tribu des Phaseoleae.
Le genre type est Dioclea Kunth.
Les études phylogéniques ont conduit à l'élévation du taxon au rang de tribu sous le nom de Diocleeae.

## Liste des genres
- Camptosema
- Canavalia
- Cleobulia
- Collaea
- Cratylia
- Cymbosema
- Dioclea
- Galactia
- Herpyza
- Lackeya
- Luzonia
- Macropsychanthus